# Пітер Табічі
Пітер Табічі (нар. 1982) — сільський учитель з Кенії, переможець Global Teacher Prize.
Викладає математику та фізику в селі Пвані, що розташоване у віддаленій частині Великої рифтової долини. Віддає близько 80% своєї зарплати на допомогу найбіднішим учням. Отриману нагороду 1 мільйон доларів США планує передати на розвиток громади.